# 小箬乡
小箬乡是中国福建省福州市闽侯县下辖的一个乡。

## 行政区划
小箬乡下辖以下地区：
小箬村、湖柄村、西村、大坂村、中平村、福田村、尚格村和尚锦村。